# Томас Хицлспергер
Томас Хицлспергер (на немски: Thomas Hitzlsperger) (роден на 5 април 1982 г.) е германски футболист, полузащитник, играч на ФК Астън Вила, ФФБ Щутгарт, ФК Уест Хем Юнайтед, ФФЛ Волфсбург и ФК Евертън. Той е един от първите открито гей футболисти.

## Клубна кариера
През 1988 г. кариерата на Хицлспергер започва в младежкия отбор на Форстининг, когато е на шест години. Той прави дебюта си в отбора на ФК Астън Вила в мач, който завършва с 3-0 победа за отбора срещу Ливърпул.
През 2005 г. се присъединява към ФФБ Щутгарт. Той играе в 125 мача и отбелязва 20 гола за отбора. Хицлспергер играе за националния отбор на Германия по време на Световното първенство през 2006 г. и Европейското първенство през 2008 г.
През 2012 г. подписва с ФК Евертън. На следващата година, въпреки предложенията за удължаване на кариерата си, Хицлспергер се оттегля от футбола поради напрежението, породено от „много трансфери и няколко наранявания“.

## Личен живот
От 1999 до 2007 г. е обвързан с приятелката си, Инга.
Хицлспергер се разкрива като хомосексуален през 2014 г. „Това за мен беше дълъг и сложен процес ... През последните няколко години аз осъзнах, че предпочитам да бъда с мъж“, каза той в интервю. Футболистът Оливер Бирхоф подкрепя Хицлспергер, казвайки „той заслужава уважение, и аз приветствам решението му, ние ще му дадем цялата си подкрепа.“